# Vayamundo
Vayamundo is een Belgische vakantiegroep van ACV bouw - industrie & energie en is een belangrijke speler in de sector van het sociaal toerisme. De organisatie heeft vakantieclubs in Oostende, Houffalize en Quillan.
Ieder jaar wordt het Gala of Happiness in het Kursaal van Oostende georganiseerd. Belle Perez werd in 2014 ambassadrice van de vakantieclubs en schreef naar aanleiding hiervan het lied Vayamundo.
Via moedermaatschappij VACA werd Vayamundo in 2017 aandeelhouder van reisbureau Maretours. In 2018 volgde echter het faillissement van Maretours door liquiditeitsproblemen. Vayamundo had een belang van 33,3% in het bedrijf.

## Vakantieparken
Vayamundo is eigenaar van drie vakantiedomeinen:
- Vayamundo Oostende: een fusie tussen de vakantiedomeinen De Kinkhoorn en Ravelingen.[3] De Kinkhoorn werd geopend in 1959, Ravelingen in 1971. In 2012 opende een nieuwbouw die beide vakantiedomeinen met elkaar verbindt.[4]
- Ol Fosse D'outh - Houffalize: geopend in 1978.[5]
- l'Espinet - Quillan in Frankrijk, een park met 157 huisjes en 24 studio's, sinds 2017 in handen van Vayamundo.[6]